# پاراواتامب
پاراواتامب (به ارمنی: Պառավաթումբ) یک منطقهٔ مسکونی در جمهوری جمهوری آرتساخ است که در استان مارتونی واقع شده‌است.